# Berg bei Neumarkt in der Oberpfalz
Berg bei Neumarkt in der Oberpfalz är en kommun och ort i Landkreis Neumarkt in der Oberpfalz i Regierungsbezirk Oberpfalz i förbundslandet Bayern i Tyskland med en befolkning på cirka 
8 000 personer. Närmaste större stad är Neumarkt in der Oberpfalz, efter vilken orten har fått sitt särskiljningsnamn.